# Quizás (canción de Naela)
«Quizás» es una canción interpretada por la cantante y compositora colombiana Naela publicada como primer sencillo de la artista y de su segundo álbum «Imparable» únicamente en España y Europa mediante la emisora española Cadena Dial. 
A nivel mundial, fue publicado en formato vídeo lyric en el canal oficial de YouTube de Naela el 21 de julio de 2013 generando comentarios positivos entre sus fanes, el público y los medios de Europa.

## Créditos
- Naela — voz, composición
- Luis Fernando Ochoa — productor